# Březnice (Boêmia do Sul)
Březnice é uma comuna checa localizada na região da Boêmia do Sul, distrito de Tábor.